# Episinus panamensis
Episinus panamensis is een spinnensoort in de taxonomische indeling van de kogelspinnen (Theridiidae).
Het dier behoort tot het geslacht Episinus. De wetenschappelijke naam van de soort werd voor het eerst geldig gepubliceerd in 1955 door Herbert Walter Levi.